# Somalispint
Der Somalispint (Merops revoilii) ist ein Vogel aus der Familie der Bienenfresser (Meropidae).
Er kommt in Äthiopien, Kenia, Saudi-Arabien, Somalia und Tansania vor.
Das Verbreitungsgebiet umfasst offene mit dornigen Büschen und vereinzelten Bäumen bestandene trockene Flächen, Dünen, bewässerte Terrassen, Palmenhaine, eher trockene Habitate bis 1000 m Höhe.
Die Art ist weitgehend Standvogel.
Das Artepitheton bezieht sich auf Georges Révoil. Die Art ist monotypisch.

## Beschreibung
Der Somalispint ist 16–18 cm groß und wiegt 12–15 g. Nach dem Zwergspint (Merops pusillus) ist dies der kleinste Bienenfresser. Er sieht gerne langbeinig aus, wenn zur Wärmeableitung der Körper weit vom Ansitz angehoben wird. Scheitel und Rücken sind grünlich glänzend, der Nacken gelblich-bräunlich, Rumpf und Schwanzoberseite azurblau. Die Gesichtsmaske ist schwarz mit schmalem blauem Überaugenstreif, die Kehle ist ausgedehnt weiß, die Unterseite blass pfirsichfarben, die Unterschwanzdecken sind blass blau. Die Stirn- und Scheitelfedern sind spitz, die Kehlfedern dünn und flauschig, insgesamt verändert sich die Gefiederfarbe beim Abtragen ins Bläuliche. Der Vogel sieht zerzaust aus. Die Iris ist dunkel rotbraun. Die Geschlechter unterscheiden sich nicht. Jungvögel sind matter, im Fluge silbriggrau und noch nicht bläulich.
Vom Weißkehlspint (Merops albicollis) unterscheidet die Art sich durch das Fehlen des schwarzen Kehlflecks und der schwarzen Berandung der Flügelfedern.

## Stimme
Der eher seltene Ruf des Männchens wird als lautes, klares, abfallendes Zwitschern „twee-twee-twee-tee“ beschrieben.

## Lebensweise
Die Nahrung besteht aus kleinen fliegenden Insekten, die in kurzen Beuteflügen aus Gebüschen heraus gefangen werden.
Die Brutzeit liegt zwischen März und Juni in Somalia und Kenia. Die einzelnen Nisthöhlen werden üblicherweise in die Erde eines Brunnens oder niedrigen Straßeneinschnittes gegraben.

## Gefährdungssituation
Der Bestand gilt als nicht gefährdet (Least Concern) und der Populationstrend wird sogar als zunehmend eingestuft aufgrund der Zunahme von für den Somalispint geeigneten Lebensräumen.